# Sematophyllum brachycarpum
Sematophyllum brachycarpum är en bladmossart som beskrevs av Brotherus 1925. Sematophyllum brachycarpum ingår i släktet Sematophyllum och familjen Sematophyllaceae. Inga underarter finns listade i Catalogue of Life.